# Leamington Spa
Royal Leamington Spa, ook Leamington Spa, (uitspraak Leamington: Lemmington) is een civil parish in het bestuurlijke gebied Warwick, in het Engelse graafschap Warwickshire. De plaats telt 49.491 inwoners.
De plaats is een kuuroord (spa in het Engels).
Royal Leamington Spa heeft een jumelage met Heemstede

## Geboren in Leamington Spa
- William Renshaw (1861-1904), tennisser
- Aleister Crowley (1875-1947), occultist
- Trina Gulliver (1969), dartsspeelster
- Christian Horner (1973), autocoureur en teambaas Red Bull Racing (2005-heden)
- Richard Jacques (1973), componist
- Steve Williams (1976), roeier
- Ben Foster (1983), doelman